# Logis de Rouvres
Le logis de Rouvres aussi appelé grande ferme de Rouvres est un manoir-logis qui se dresse sur le territoire de la commune française de Rouvres, dans le département du Calvados, en région Normandie.
La grande ferme est partiellement inscrite aux monuments historiques.

## Localisation
Le ferme-logis est situé à Rouvres, chemin de la verdrie, dans le département français du Calvados.

## Historique
L'édifice actuel est daté du XVIIe siècle, et selon Arcisse de Caumont de la première moitié de ce siècle.
Le château est transformé en ferme.

## Description
Le château est bâti en calcaire et est en forme de cour carrée à laquelle on accède par deux portes monumentales.
L'édifice a conservé des plafonds peints et un colombier pourvu d'éléments défensifs mais a perdu ses douves.

## Protection aux monument historique
Les façades et toitures ainsi que l'escalier en bois à balustres du bâtiment sud sont inscrits au titre des monuments historiques par arrêté du 13 avril 1933.